# گابریل رامانانتسوا
گابریل رامانانتسوا (انگلیسی: Gabriel Ramanantsoa؛ ۱۳ آوریل ۱۹۰۶ – ۹ مه ۱۹۷۹) یک سیاست‌مدار اهل ماداگاسکار بود. وی از اکتبر ۱۹۷۲ تا فوریه ۱۹۷۵ رئیس‌جمهور این کشور بود.